# Desmodium ospriostreblum
Espèce
Synonymes
- Anarthrosyne abyssinica A.Rich.[1]
- Desmodium spirale sensu auct.[1]
- Desmodium tortuosum "sensu Hepper, p.p."[1]
- Meibomia abyssinica (A.Rich.) Schindl.[1]

Desmodium ospriostreblum est une espèce de plantes à fleurs de la famille des Fabaceae et du genre Desmodium, présente en Afrique tropicale.